# Карачаровская волость (Московская губерния)
Карачаровская волость — волость в составе Можайского уезда Московской губернии Российской империи и РСФСР. Существовала до 1929 года, центром волости было село Карачарово.
По данным 1890 года в состав волости входило 26 селений. Волостное правление размещалось в селе Карачарово, в котором также находилась земская школа, квартира пристава — в селе Болычево. В деревне Милятино работало училище Воспитательного дома.
В 1913 году в деревнях Боровино, Лисавино, Маслово, Хатанки и селе Карачарово имелись земские училища.
В 1919 году в волости было 26 сельских советов. С 1923 по 1929 гг. происходило их укрупнение, разукрупнение и реорганизация, в результате чего осталось 11 сельсоветов: Бабашинский, Боровинский, Исаковский, Карачаровский, Копцевский, Лисавинский, Макаровский, Милятинский, Сельковский, Теляковский и Федосьинский.
Согласно Всесоюзной переписи 1926 года численность населения 39-и населённых пунктов волости составила 4205 человек (1624 мужчины, 2581 женщина), насчитывалось 948 хозяйств, среди которых 933 крестьянских, школа была только в деревне Маслово.
В ходе реформы административно-территориального деления СССР в 1929 году Карачаровская волость была упразднена, а её территория включена в состав Можайского района Московского округа Московской области.